# Spencer Abraham
Edward Spencer Abraham (* 12. června 1952, East Lansing, Michigan, USA) je americký politik za Republikánskou stranu. 
V letech 2001–2005 působil jako ministr energetiky ve vládě prezidenta George W. Bushe. Předtím v letech 1995–2001 byl senátorem USA za stát Michigan.
Je jedním ze zakladatelů Federalistické společnosti, organizace amerických právníků konzervativní a libertariánské orientace.